# KkStB 362
Die Dampflokomotivreihe kkStB 362 war eine Tenderlokomotivreihe der kkStB, deren Lokomotiven ursprünglich von der Böhmischen Nordbahn (BNB) stammten.
Die BNB beschaffte elf Exemplare dieser dreifach gekuppelten Tenderlokomotiven von 1882 bis 1901 für den leichten Dienst.
Sie wurden von Krauss in Linz und in München geliefert.
Die Lokomotiven hatten Innenrahmen und Außensteuerung.
Dazu kam noch eine Maschine, die auf der Lokalbahn Mscheno–Unter Cetno Dienst tat, und ein Exemplar, das Eigentum der Firma Ignaz Fuchs in Prag war und den Verkehr auf der Anschlussbahn zur Papierfabrik in Böhmisch Kamnitz abwickelte.
Diese beiden Lokomotiven wurden 1903 und 1905 von Krauss in Linz geliefert.
Bei der kkStB wurden die 13 Maschinen ab 1908 als 362.01–13 bezeichnet.
Nach dem Ersten Weltkrieg kamen alle Maschinen zur ČSD, von denen noch zwölf Exemplare als 320.1 eingeordnet und bis 1952 ausgemustert wurden.